# Escribano (comida)
El escribano es un plato típico de la gastronomía arequipeña.

## Descripción
El escribano es una ensalada de acompañamiento que se elabora a base de patatas blancas cocidas que se trituran y se mezclan con rocoto, tomate, perejil y culantro. Al momento de servir se decora con huacatay. Existen variantes en las cuales se agregan mariscos. Es un plato básico en el menú de las picanterías arequipeñas.